# Layla Jade
Layla Jade (Torquay, Inglaterra; 1 de octubre de 1980) es una actriz pornográfica y modelo erótica británica.

## Biografía
Antes de comenzar su carrera en la industria pornográfica, trabajó como auxiliar de enfermería en un hospital de Devon. Debutó como actriz en 1998, con 18 años, en la película Butt Bangers Bonanza. Después de cuatro meses de filmaciones en el Reino Unido, Layla Jade consiguió sus primeras audiencias en Estados Unidos. Ha trabajado para productoras tanto estadounidenses como europeas, como Devil's Film, Vivid, Metro, Sin City, Seduction, Elegant Angel, Mile High, Forbidden Films, Hustler Video, VCA Pictures, Adam & Eve, New Sensations, Evil Angel o Private, entre otras.
En el año 2000, Layla Jade apareció en el videoclip de Plug Me In del grupo británico de música electrónica Add N to (X). Posteriormente, en 2002, creó su agencia de modelaje llamada First Choice Models Inc.
También en el año 2000 recibió sus dos primeras nominaciones en los Premios AVN, en las categorías de Mejor escena de masturbación por Sodomania 29 y de Mejor escena de sexo en grupo por Ben Dover's The Booty Bandit. Al año siguiente se postuló con otras dos nominaciones, esta vez a la Mejor escena de sexo anal por Max Extreme 11 y Mejor escena de sexo lésbico en grupo por The Violation of Bridgette Kerkove.
Se retiró en 2008, tras diez años de carrera y con algo más de 410 películas como actriz.
Algunas películas suyas son Anal Addicts 6, Big Butt Lovers 2, Crack Pack, Dreams Gone Wild, Fill My Gape, Iron Maidens, Lewd Conduct 4, Nurse Lick 12, Pie In The Face, Runaround Sue, Speedo Exito o Trinity's Desire.

## Premios y nominaciones
| Año  | Ceremonia   | Resultado | Premio                                | Trabajo                            |
| ---- | ----------- | --------- | ------------------------------------- | ---------------------------------- |
| 2000 | Premios AVN | Nominada  | Mejor escena de masturbación          | Sodomania 29                       |
| 2000 | Premios AVN | Nominada  | Mejor escena de sexo en grupo         | Ben Dover's The Booty Bandit       |
| 2001 | Premios AVN | Nominada  | Mejor escena de sexo anal             | Max Extreme 11                     |
| 2001 | Premios AVN | Nominada  | Mejor escena de sexo lésbico en grupo | The Violation of Bridgette Kerkove |